# Amorphomyces pronomaeae
Amorphomyces pronomaeae är en svampart som beskrevs av Thaxt. 1931. Amorphomyces pronomaeae ingår i släktet Amorphomyces och familjen Laboulbeniaceae.   Inga underarter finns listade i Catalogue of Life.